# Бухгольц (Гайдекрайс)
Бухгольц (нім. Buchholz) — громада в Німеччині, розташована в землі Нижня Саксонія. Входить до складу району Гайдекрайс. Складова частина об'єднання громад Швармштедт.
Площа — 27,7 км2. Населення становить 2142 ос. (станом на 31 грудня 2021).

## Галерея

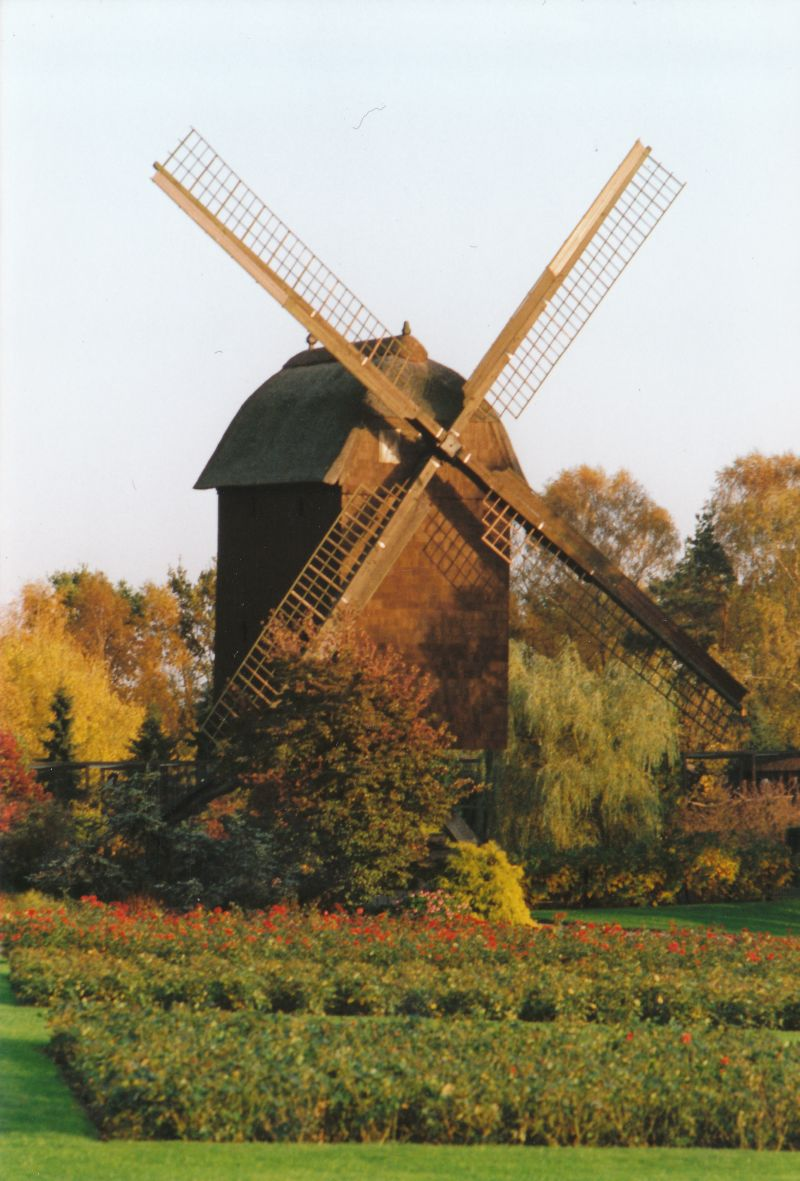
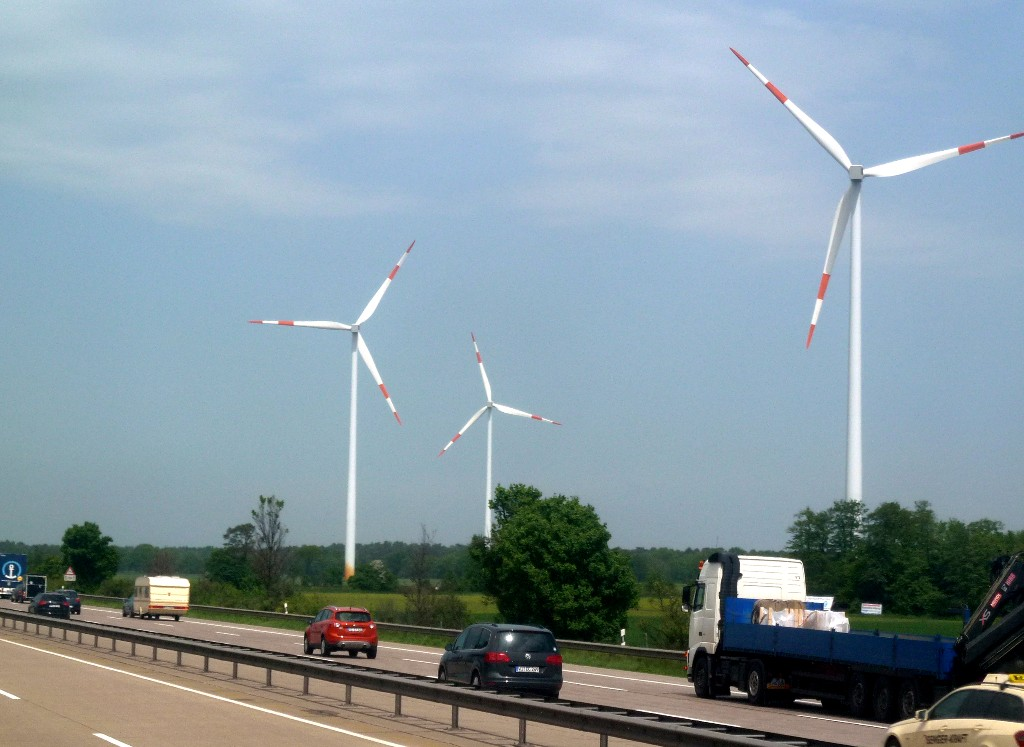